# Här kommer vargen
Här kommer vargen är ett studioalbum av Marit Bergman, utgivet i februari 2023 på skivbolaget Sugartoy Recordings. Albumet producerades av Marit Bergman.

## Låtlista
Låtar där inget annat anges är skrivna av Marit Bergman.
1. Kan du hoppas åt mig - 2.49
2. Idioterna - 3.35
3. En dag kommer nån med blommor - 3.48
4. Hej lilla Marit - 3.28 (Marit Bergman/Klas-Henrik Hörngren)
5. Cilla sa - 2.45
6. Juni - 3.25
7. Innan alla tider tar slut - 3.00 (Marit Bergman/Johan Neckvall)
8. Plötsligt och långsamt - 3.11
9. Halva dig - 3.21
10. Ännu en vår - 4.04
11. Allt finns kvar till dig 2.54

## Medverkande musiker
- Trummor: Nisse Törnkvist, Hovis Hovmark, Anna Lund, Marit Bergman, Anna Lund
- Bas: Hillevi Duus
- Cello: Anna Dager
- Fiol, viola: Hanna Ekström
- Trumpet/flügelhorn: Daniel Johansson, Chrille Roth
- Piano: Gregor Bergman, Marit Bergman
- Horn: Ida Freij
- Elgitarr: Janne Schaffer, Marit Bergman
- Percussion: Liliana Zavala, Hovis Hovmark, Nisse Törnkvist, Johan Neckvall, Marit Bergman
- String machine: Johan Testad
- Tvärflöjt: Lina Langendorf
- Sopransaxofon: Lina Langendorf
- Basklarinett: Lina Langendorf
- Trombon: Lisa Bodelius
- Optigan: Mattias Ohlsson
- Veloclé: Marit Bergman
- Synth: Marit Bergman
- Dirigent: Sonny Jansson
- Sång: Marit Bergman